# Британска Америка
Британска Америка е анахронистичен термин за описание на териториите под контрола на британската корона в днешна Северна Америка (включително Бермуда), Централна Америка, Карибските острови и Гаяна. Формално британските колонии в Северна Америка са известни като Британска Америка и Британски Западни Индии до 1776, когато Съединените американски щати обявяват своята независимост. След това Британска Северна Америка (или просто Канада) се използва за описване на остатъка от британските континентални северноамерикански владения. Терминът „Британска Северна Америка“ за пръв път се използва неформално през 1783, но е необичаен преди Доклада за работите на Британската Северна Америка (1839), наречен Дърамски доклад.
Британска Америка спечелва големи нови територии с Парижкия договор след Френската и индианска война, с който приключва участието на Великобритания в Седемгодишната война. В началото на Американската война за независимост през 1775 Британската империя включва двадесет колонии северно и източно от Нова Испания (днешни зони на Мексико и Западните Съединени щати). Източна Флорида и Западна Флорида са предадени на Испания с Парижкия договор от 1783 г., който слага успешен край на Американската революция и след това отстъпени от Испания на Съединените щати през 1819 г. Всички останали колонии на Британска Северна Америка, с изключение на Британските Западни Индии, се обединяват между 1867 и 1873 и образуват доминиона Канада. Доминионът Нюфаундленд се присъединява към Канада през 1949 г.

## Списък на колониите през 1775 г.
Тринадесетте колонии, които формират първоначалните щати в САЩ:
Колонии на Нова Англия (Ню Ингланд)
- Провинция Масачузетс Бей
- Провинция Ню Хампшър
- Колония Роуд Айлънд и плантациии Провидънс – основана през 1636 като убежище за религиозна свобода от баптисти, изгонени от Масачузетс Бей от пуританите, и формално упълномощени от харта на крал Чарлс II на 8 юли 1663 г.
- Колония Кънектикът

Средни колонии
- Провинция Ню Йорк
- Провинция Ню Джърси
- Провинция Пенсилвания
- Колония Делауеър

Южни Колонии
- Провинция Мериленд
- Колония Вирджиния
- Провинция Северна Каролина
- Провинция Южна Каролина
- Провинция Джорджия

Други британски колонии и територии (1763 – 1783), които в крайна сметка стават част от САЩ, отстъпени от Великобритания на Испания през 1783:
- Провинция Източна Флорида
- Провинция Западна Флорида
- Индиански резерват

Британски колонии и територии, които в крайна сметка стават част от Канада:
- Провинция Квебек
- Провинция Нова Скотия
- Остров Сейнт Джон
- Колония Нюфаундленд
- Земя на Рупърт